# USS LST-709
O USS LST-709 foi um navio de guerra norte-americano da classe LST que operou durante a Segunda Guerra Mundial.